# Cotula coronopifolia
Cotula coronopifolia (nombre común: cotula) es una especie de la subfamilia Asteroideae.

## Distribución y hábitat
Esta especie es originaria de África del sur y se ha naturalizado en las Baleares (Albúfera de Muro), Australia, Nueva Zelanda, oeste de EE. UU., América Central, Sudamérica, e islas del Atlántico Sur. Vive en los márgenes de charcas y canales, en lugares con suelos muy húmedos. Florece en verano.

### Como especie invasora
Debido a su potencial colonizador y constituir una amenaza grave para las especies autóctonas, los hábitats o los ecosistemas, esta especie ha sido incluida en el Catálogo Español de Especies Exóticas Invasoras, regulado por el Real Decreto 630/2013, de 2 de agosto, estando prohibida en Baleares su introducción en el medio natural, posesión, transporte, tráfico y comercio.

## Características
Hierba aplicada al suelo, forma raíces en diferentes partes de los tallos. Las hojas son enteras, brillantes y alargadas. Los capítulos se sitúan sobre largos pedúnculos; estos capítulos son amarillos con todas las flores tubulares.

## Fitoquímica
Las cotuzinas A y B son pseudoalcaloides obtenidos del extracto butanólico de las partes aéreas (tallos y hojas) de Cotula coronopifolia

## Taxonomía
Cotula coronopifolia fue descrita por  Carlos Linneo y publicado en Species Plantarum 2: 892. 1753.
Sinonimia
- Cotula coronopifolia var. integrifolia Rodway
- Cotula integrifolia Hook.f.
- Cotula montevidensis Spreng.
- Lancisia coronopifolia (L.) Rydb.[4]